# Северна граница (провинција)
Северна граница (арап. منطقة الحدود الشمالية) је провинција на северу Саудијске Арабије. Главни град провинције је Арар. Северна граница има 320.524 становника и површину од 111.797 km2. Густина насељености је 2.9 по квадратном километру.